# Montreux-Château
Pour les articles homonymes, voir Montreux (homonymie).
Montreux-Château est une commune française située dans le département du Territoire de Belfort, la région culturelle et historique de Franche-Comté et la région administrative Bourgogne-Franche-Comté.
Ses habitants sont appelés les Montreusiens.

## Géographie

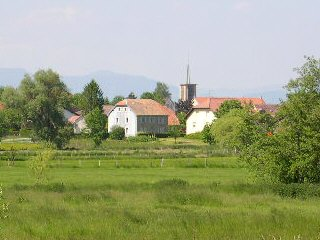
Vue générale de Montreux-Château

Le village est situé à la limite du département du Haut-Rhin à 14 km à l'est de Belfort, à une altitude d'environ 350 mètres. Situé dans le Sundgau, il fait partie du groupe des Trois Montreux avec Montreux-Jeune et Montreux-Vieux, ces deux derniers étant situés dans le Haut-Rhin.
Le territoire de la commune s'étend sur 466 hectares.
La gare de Petit-Croix est une halte située dans le territoire communal sur la ligne de Paris-Est à Mulhouse-Ville, mais la station de chemin de fer la plus proche est la gare de Montreux-Vieux, située sur, est desservie par des trains express régionaux, qui effectuent des missions entre les gares de Belfort et de Mulhouse-Ville. La Gare de Montreux-Vieux située dans la commune voisine est également desservie par un service de cars TER Grand Est, de la ligne de Belfort à Dannemarie ou Mulhouse.

### Communes limitrophes
Les communes limitrophes sont Cunelières, Montreux-Jeune, Montreux-Vieux, Bretagne, Novillard, Petit-Croix et Autrechêne.

### Hydrographie

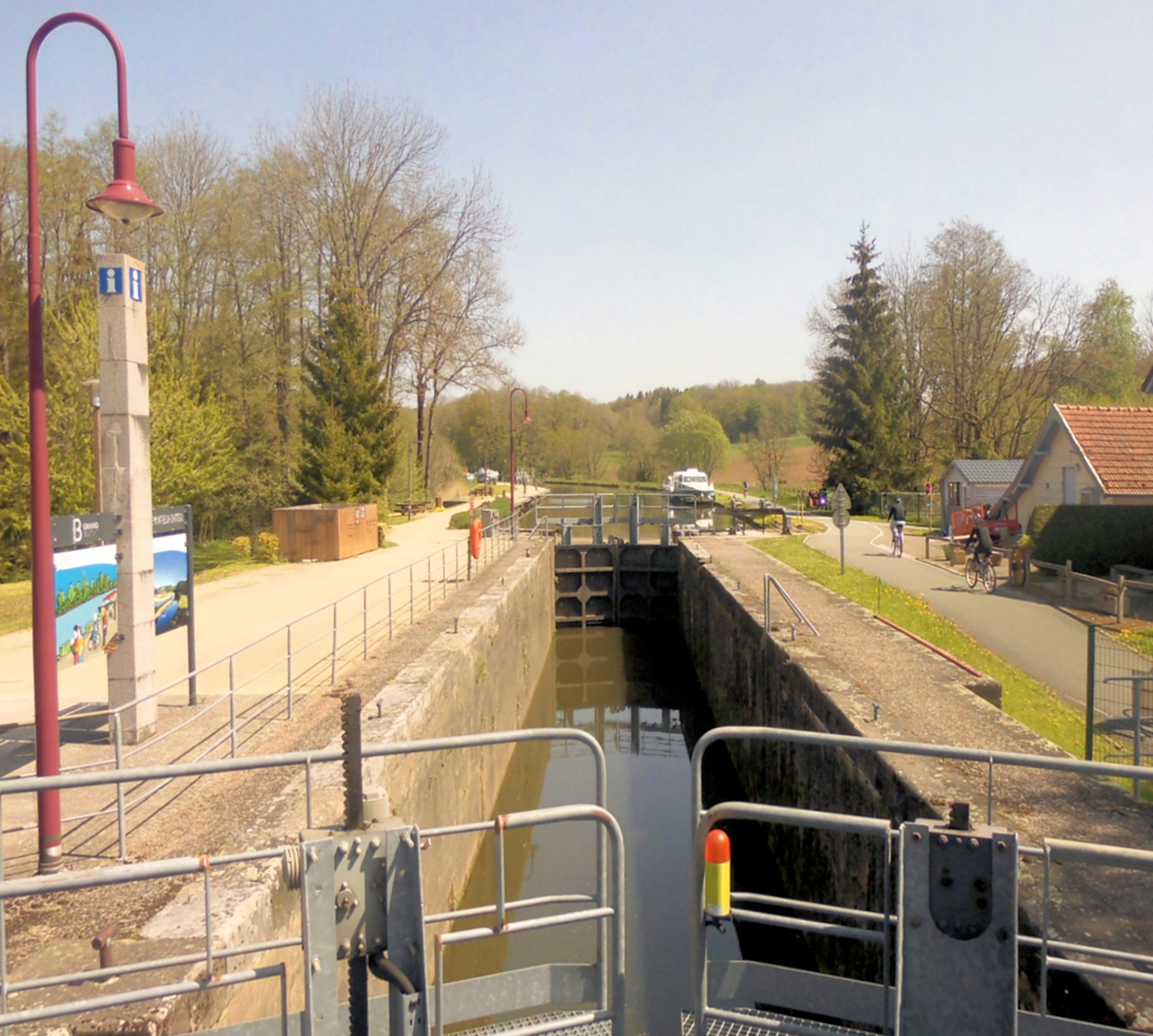
L'écluse du Canal du Rhône au Rhin.

Le territoire communal est drainé par la Saint-Nicolas, rivière prenant sa source dans le massif des Vosges, près de Rougemont-le-Château  Elle prend en aval le nom de la Bourbeuse et est un affluent de l'Allaine et donc sous-affluent du Rhône par le Doubs et la Saône.
Le Canal du Rhône au Rhin tangente au sud la commune. Une halte fluviale se trouve à Montreux-Château.

### Climat
Pour des articles plus généraux, voir Climat de la Bourgogne-Franche-Comté et Climat du Territoire de Belfort.
En 2010, le climat de la commune est de type climat des marges montargnardes, selon une étude du Centre national de la recherche scientifique s'appuyant sur une série de données couvrant la période 1971-2000. En 2020, Météo-France publie une typologie des climats de la France métropolitaine dans laquelle la commune est exposée à un climat semi-continental et est dans la région climatique Vosges, caractérisée par une pluviométrie très élevée (1 500 à 2 000 mm/an) en toutes saisons et un hiver rude (moins de 1 °C).
Pour la période 1971-2000, la température annuelle moyenne est de 9,8 °C, avec une amplitude thermique annuelle de 17,6 °C. Le cumul annuel moyen de précipitations est de 1 036 mm, avec 11,4 jours de précipitations en janvier et 10,4 jours en juillet. Pour la période 1991-2020, la température moyenne annuelle observée sur la station météorologique de Météo-France la plus proche, « Novillard_sapc », sur la commune de Novillard à 2 km à vol d'oiseau, est de 10,7 °C et le cumul annuel moyen de précipitations est de 909,2 mm. 
La température maximale relevée sur cette station est de 38 °C, atteinte le 4 août 2022 ; la température minimale est de −18,1 °C, atteinte le 20 décembre 2009,,.
Les paramètres climatiques de la commune ont été estimés pour le milieu du siècle (2041-2070) selon différents scénarios d'émission de gaz à effet de serre à partir des nouvelles projections climatiques de référence DRIAS-2020. Ils sont consultables sur un site dédié publié par Météo-France en novembre 2022.

## Urbanisme

### Typologie
Au 1er janvier 2024, Montreux-Château est catégorisée bourg rural, selon la nouvelle grille communale de densité à sept niveaux définie par l'Insee en 2022.
Elle est située hors unité urbaine. Par ailleurs la commune fait partie de l'aire d'attraction de Belfort, dont elle est une commune de la couronne,. Cette aire, qui regroupe 91 communes, est catégorisée dans les aires de 50 000 à moins de 200 000 habitants,.

### Occupation des sols
L'occupation des sols de la commune, telle qu'elle ressort de la base de données européenne d’occupation biophysique des sols Corine Land Cover (CLC), est marquée par l'importance des territoires agricoles (78,7 % en 2018), en diminution par rapport à 1990 (84,3 %). La répartition détaillée en 2018 est la suivante :
prairies (33,4 %), [[terres arables]] (26,4 %), zones urbanisées (19,1 %), zones agricoles hétérogènes (18,8 %), forêts (2,2 %). L'évolution de l’occupation des sols de la commune et de ses infrastructures peut être observée sur les différentes représentations cartographiques du territoire : la carte de Cassini (XVIIIe siècle), la carte d'état-major (1820-1866) et les cartes ou photos aériennes de l'IGN pour la période actuelle (1950 à aujourd'hui).

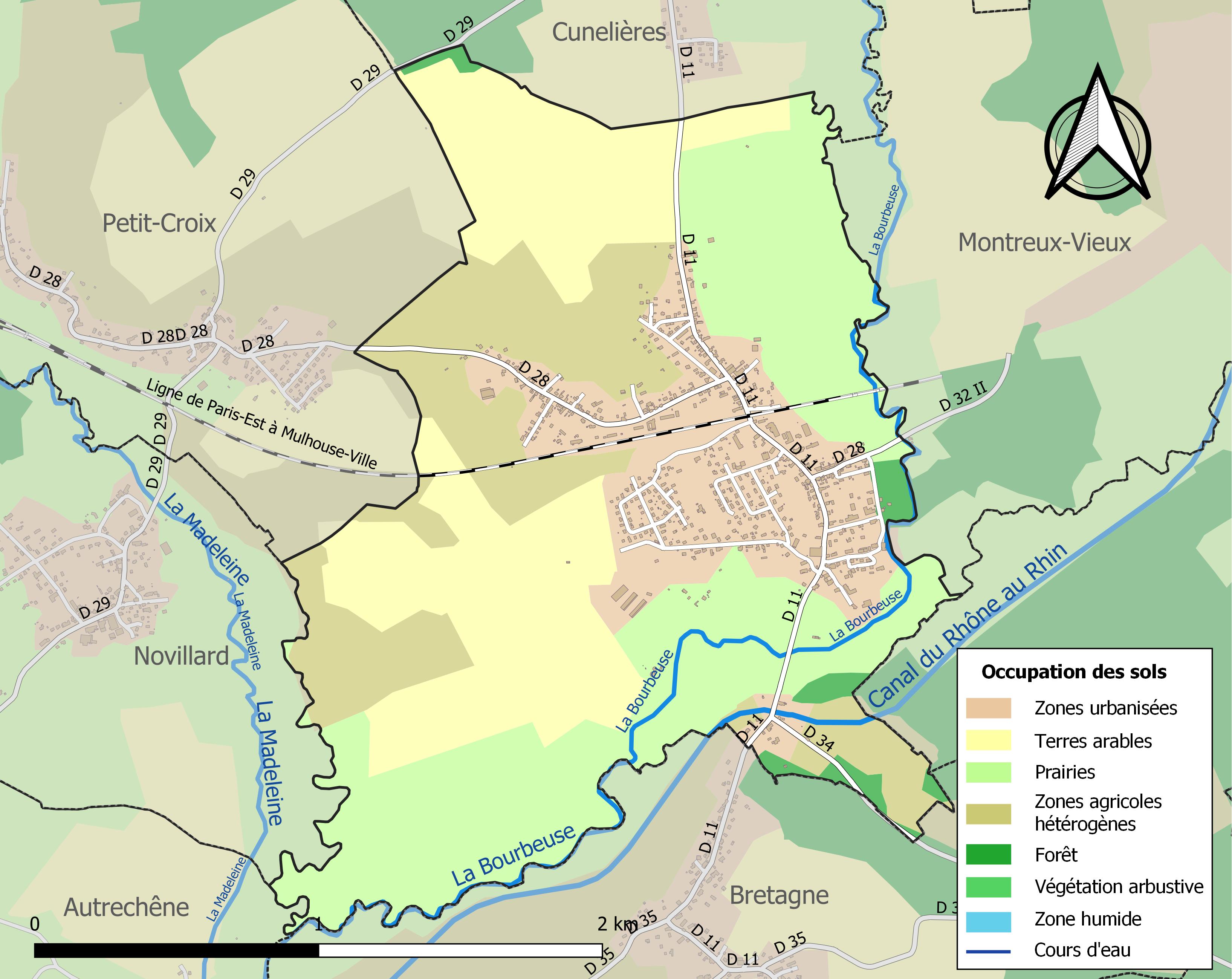
Carte des infrastructures et de l'occupation des sols de la commune en 2018 (CLC).

### Habitat et logement
En 2020, le nombre total de logements dans la commune était de 595, alors qu'il était de 545 en 2015 et de 498 en 2010.
Parmi ces logements, 87,2 % étaient des résidences principales, 1,3 % des résidences secondaires et 11,4 % des logements vacants. Ces logements étaient pour 64,5 % d'entre eux des maisons individuelles et pour 35,1 % des appartements.
Le tableau ci-dessous présente la typologie des logements à Montreux-Château en 2020 en comparaison avec celle du Territoire de Belfort et de la France entière. Une caractéristique marquante du parc de logements est ainsi une proportion de résidences secondaires et logements occasionnels (1,3 %) inférieure à celle du département (1,6 %) et à celle de la France entière (9,7 %). Concernant le statut d'occupation de ces logements, 70,7 % des habitants de la commune sont propriétaires de leur logement (70,2 % en 2015), contre 55,7 % pour le Territoire de Belfort et 57,5 pour la France entière.
| Typologie                                               | Montreux-Château | Territoire de Belfort | France entière |
| ------------------------------------------------------- | ---------------- | --------------------- | -------------- |
| Résidences principales (en %)                           | 87,2             | 87,7                  | 82,1           |
| Résidences secondaires et logements occasionnels (en %) | 1,3              | 1,6                   | 9,7            |
| Logements vacants (en %)                                | 11,4             | 10,7                  | 8,2            |

## Toponymie
La localité a été dénommée : Musterol (1170), Wernerus de Munstrol (1188), Minsterueil le Chestel (1333), Mostereulx (1440), Münsterol (1458), Mosturieulx le Chaistel (1468), Monstureux le châtel en Ferrette (1580), Monstereux le Châtel (1582), Montreux-Libre (1792), Montreux-Château (1801), et, en allemand : Münsterol die Burg.

## Histoire

### Moyen Âge
Si plusieurs chartes du XIIe siècle mentionnent le nom de Montreux (Münsterol ou Monsterol à cette époque) sans qu’il soit possible d’identifier duquel des trois Montreux il s’agit, la première mention explicite de Montreux-Château figure dans la charte de fondation de l’abbaye de Valdieu datée de 1260.
Les localités qui ont dépendu à une période ou à une autre de la seigneurie, en plus de Montreux-Château, étaient : Bretagne, Chavannes-les-Grands, Chavannes-sur-l’Étang, Cunelières, Foussemagne, Fontaine, Frais, Lutran, Magny, Montreux-Jeune, Montreux-Vieux, une partie de Petit-Croix, Romagny et Valdieu. Pendant une courte période, Eschêne et Autrage ont également fait partie de ce fief.
Le château de Montreux est mentionné dans plusieurs écrits du XIIIe siècle. Les historiens s’accordent pour faire remonter sa construction au siècle précédent, après la constitution du comté de Ferrette (1125) et l’inféodation du domaine de Montreux au premier membre de la famille éponyme.
En 1350, l’héritage d’Ursule de Ferrette qui comprenait la plus grande partie de l’actuel Territoire de Belfort avait été racheté par son beau-frère, l’archiduc d’Autriche Albert II de Habsbourg dit le Sage. Ajouté au comté de Ferrette que son épouse, Jeanne, lui avait apporté en dot, cet ensemble forma jusqu’au traité de Wesphalie (1648), une province du Saint Empire. Pendant trois siècles, le domaine de Montreux devint ainsi un fief impérial de la maison d’Autriche dépendant du château de Delle.
Pendant cette période, ce fief se transmit à trois générations de chevaliers de Montreux. Grâce à Jean de Montreux, l’un des plus puissants seigneurs de la région, il fut épargné par les terribles Écorcheurs qui avaient ravagé le Sundgau entre 1439 et 1444. Au milieu du XVe siècle, il est partagé entre ses deux fils, Antoine et Frédéric. Le premier eut Bretagne, Fontaine, Foussemagne, Montreux-Jeune, Montreux-Vieux et Petit-Croix ; le second, les autres villages, Montreux-Château et la demeure seigneuriale restant partagés entre les deux frères.

### Temps modernes
En 1497, après la mort de Frédéric sans héritier mâle, sa partie du fief de Montreux fut transmise à ses gendres, et par le jeu des héritages, les descendants de Louis de Reinach en devinrent les seigneurs sous le nom de Reinach-Montreux. L’autre partie du fief restée dans les mains des héritiers d’Antoine de Montreux jusqu’en 1547 fut vendue plusieurs fois avant de revenir finalement à une autre branche des Reinach.
Avec la disparition de Philippe-Charles, la lignée des Reinach-Montreux s’éteint définitivement en 1702. Comme sa fille Marie-Claire avait épousé son lointain cousin, François Joseph Ignace de Reinach-Foussemagne, les deux parties de l’ancien fief de Montreux sont ainsi réunies et le siège de la seigneurie se déplace à Foussemagne dans la demeure seigneuriale qui existe encore aujourd’hui.
Après avoir été le siège du pouvoir des chevaliers de Montreux puis des Reinach-Montreux pendant plus de cinq siècles, le château de Montreux est abandonné et finit par s’écrouler vers 1750.
Cunelières, qui faisait partie de la paroisse de Montreux-Jeune est intégré par commodité à celle de Montreux-Château le 12 avril 1780, situation qui demeure aujourd’hui.

### Révolution française et Empire
Les restes du château sont vendus comme bien national en 1791 et le lieu servit de « carrière de pierres » pour construire les fondations des maisons à colombages du secteur.[réf. nécessaire]

### Époque contemporaine
La gare de Montreux-Vieux est mise en service le 15 février 1858 par la Compagnie des chemins de fer de l'Est, lorsqu'elle ouvre à l'exploitation la section de Dannemarie à Belfort de sa ligne de Paris à Mulhouse, facilitant les déplacements et le transport des marchandises..
À la fin de la guerre franco-allemande de 1870, et la défaite française de 1871, Bismarck ayant exigé de conserver le contrôle de la ligne de partage des eaux entre Rhin et Rhône, la frontière mise en place par le traité de Francfort sépare administrativement et politiquement les trois Montreux. La gare de Montreux-Vieux devient alors une gare frontalière allemande, renommée « Altmünsterol », et gérée par la Direction générale impériale des chemins de fer d'Alsace-Lorraine (EL) qui y crée de nouvelles installations pour satisfaire aux besoins engendrés par sa nouvelle situation. L'ensemble des trains de voyageurs y marque l'arrêt. Elle dispose notamment en plus des employés du chemin de fer, de services de la police des frontières et des douanes, d'un triage et d'importantes installations pour le service des marchandises. Parallèlement est créée en 1871 la gare frontière française de Petit-Croix.
Cette évolution des installations ferroviaires va de pair avec l'augmentation de l'importance du bourg qui voit s'installer de nouvelles entreprises et services publics.
Le retour de l’Alsace-Lorraine à la France en 1918 a parmi ses conséquences un reflux des populations liées à la gare, redevenue simple gare de passage, et la disparition de nombreux commerces.
La commune a été décorée de la Croix de guerre 1914-1918.
À la fin de la Seconde Guerre mondiale, la population civile est évacuée sur l'ordre de l'occupant allemand le 21 novembre 1944. Au retour des habitants en décembre 1944, le village est très largement détruit par les combats et les bombardements.

## Politique et administration

### Rattachements administratifs et électoraux

#### Rattachements administratifs
La commune se trouve dans l'arrondissement de Belfort du département du Territoire de Belfort.
Elle faisait partie depuis 1793 du canton de Fontaine. Dans le cadre du redécoupage cantonal de 2014 en France, cette circonscription administrative territoriale a disparu, et le canton n'est plus qu'une circonscription électorale.

#### Rattachements électoraux
Pour les élections départementales, la commune fait partie depuis 2014 du canton de Grandvillars
Pour l'élection des députés, elle fait partie de la première circonscription du Territoire de Belfort.

### Intercommunalité
Montreux-Château était membre de la communauté de communes du Bassin de la Bourbeuse, un établissement public de coopération intercommunale (EPCI) à fiscalité propre créé fin 1999 et auquel la commune avait transféré un certain nombre de ses compétences, dans les conditions déterminées par le code général des collectivités territoriales.
Dans le cadre des prescriptions de la loi de réforme des collectivités territoriales du 16 décembre 2010, qui a prévu le renforcement et la simplification des intercommunalités et la constitution de structures intercommunales de grande taille}, cette intercommunalité a fusionné avec sa voisine pour former, le 1er janvier 2014, la communauté de communes du Tilleul et de la Bourbeuse., dont est désormais membre la commune. Une seconde fusion intervient dans le cadre des dispositions de la loi portant nouvelle organisation territoriale de la République du 7 août 2015, qui prévoit que les établissements publics de coopération intercommunale (EPCI) à fiscalité propre doivent avoir un minimum de 15 000 habitants, et cette intercommunalité a fusionné avec la communauté de l'Agglomération Belfortaine  pour former, le 1er janvier 2017, la communauté d'agglomération dénommée Grand Belfort, dont est désormais membre la commune.

### Liste des maires
| Période    | Période    | Identité        | Étiquette | Qualité |
| ---------- | ---------- | --------------- | --------- | ------- |
| avant 1650 | après 1655 | Jean Cachelin   |           |         |
| avant 1661 | 1678       | François Boron  |           |         |
| 1678       | 1693       | Jacques Bouvier |           |         |
| 1693       | après 1694 | Antoine Vallon  |           |         |
| avant 1696 | 1704       | Antoine Vallon  |           |         |
| avant 1715 | après 1717 | Pierre Louis    |           |         |
| avant 1727 | 1762       | Adam Hechement  |           |         |
| avant 1764 | 1773       | Blaise Girard   |           |         |
| 1773       | 1785       | Jean Girard     |           |         |

| Période    | Période                        | Identité               | Étiquette | Qualité |
| ---------- | ------------------------------ | ---------------------- | --------- | --- |
| avant 1792 | après 1792                     | Jacques Girard         |           | |
| 1793       |                                | Louis Hechement        |           | |
| 1794       |                                | Joseph Barbier         |           | Officier public |
| 1795       | 1803                           | Blaise Girard          |           | Officier public puis maire |
| 1803       | 1813                           | Jacques Girard         |           | |
| 1813       | 1814                           | Christophe Perronne    |           | |
| 1814       | 1816                           | Jean-Pierre Jeanpierre |           | |
| 1816       | 1826                           | Jacques Hechement      |           | |
| 1826       | 1830                           | Blaise Merot           |           | |
| 1830       | 1842                           | Jean-Jacques Girard    |           | |
| 1842       | 1847                           | Joseph Girard          |           | |
| 1847       | 1848                           | François Verain        |           | |
| 1848       | 1857                           | Maurice Desprez        |           | |
| 1857       | 1870                           | Joseph Girard          |           | |
| 1870       | 1874                           | Célestin MeroT         |           | |
| 1874       | 1876                           | Eugène Coquerille      |           | |
| 1876       | 1878                           | Émile Mauvais          |           | |
| 1878       | 1896                           | Jacques-Blaise Girard  |           | |
| 1896       | 1905                           | Joseph Maurer          |           | |
| 1905       | 1934                           | Georges Helminer       |           | |
| 1934       | 1942                           | Ernest Zengerlin       |           | |
| 1942       | 1945                           | Georges Mercelat       |           | Président de la délégation spéciale |
| 1945       | 1945                           | Jean Schillig          |           | |
| 1945       | 1955                           | Georges Helminger      |           | |
| 1955       | 1971                           | Georges Mercelat       |           | |
| 1971       | 1983                           | Joseph Tanguy          |           | |
| 1983       | 1999                           | André Richard          |           | |
| mars 1999  | mars 2001                      | Guy Edus               |           | |
| mars 2001  | mars 2008                      | Serge Bohlinger        |           | |
| mars 2008  | mai 2020                       | Laurent Conrad         |           | Directeur au conseil départemental du Territoire de Belfort Vice-président de la CC du Bassin de la Bourbeuse (? → 2013) Vice-président de la CC du Tilleul et de la Bourbeuse (2014 → 2016) |
| mai 2020   | mai 2023                       | Philippe Crépin        |           | Chauffeur Démissionnaire |
| juin 2023, | En cours (au 30 novembre 2023) | Michaël Brun           |           | Sapeur-pompier professionnel à Belfort |

### Finances communales
En 2015, le budget de la commune était constitué ainsi :
- total des produits de fonctionnement : 717 000 €, soit 633 € par habitant ;
- total des charges de fonctionnement : 620 000 €, soit 548 € par habitant ;
- total des ressources d’investissement : 226 000 €, soit 199 € par habitant ;
- total des emplois d’investissement : 552 000 €, soit 487 € par habitant ;
- endettement : 649 000 €, soit 574 € par habitant.

Avec les taux de fiscalité suivants :
- taxe d’habitation : 11,23 % ;
- taxe foncière sur les propriétés bâties : 12,35 % ;
- taxe foncière sur les propriétés non bâties : 46,89 % ;
- taxe additionnelle à la taxe foncière sur les propriétés non bâties : 0,00 % ;
- cotisation foncière des entreprises : 0,00 %.

## Équipements et services publics

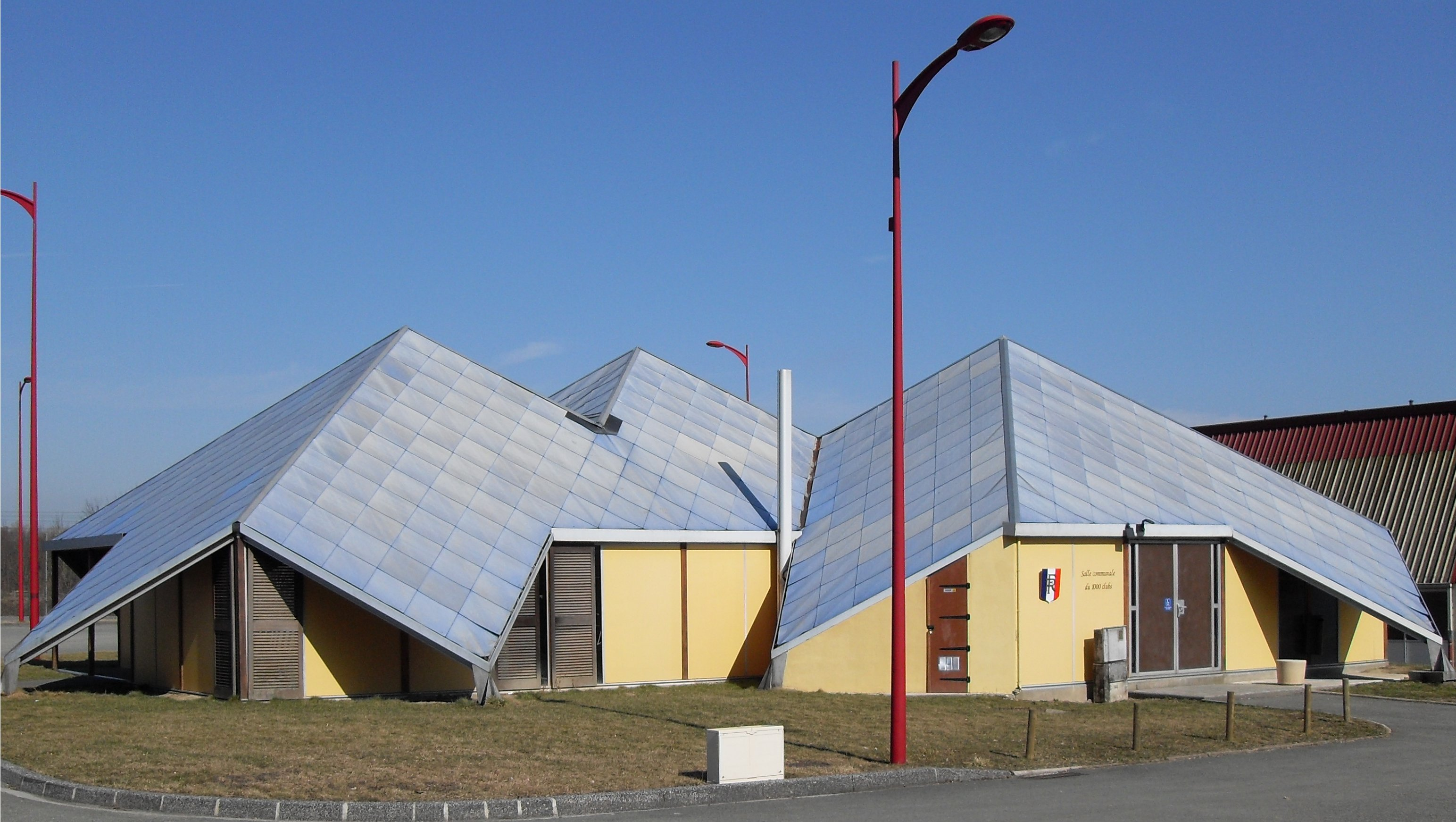
Salle communale.

### Enseignement
- Une école maternelle, une école primaire.
- Collège Camille-Claudel.

### Santé
L'hôpital le plus proche est l'hôpital Nord Franche-Comté situé entre Belfort et Montbéliard, à Trévenans,.

## Population et société

### Démographie
L'évolution du nombre d'habitants est connue à travers les recensements de la population effectués dans la commune depuis 1793. Pour les communes de moins de 10 000 habitants, une enquête de recensement portant sur toute la population est réalisée tous les cinq ans, les populations de référence des années intermédiaires étant quant à elles estimées par interpolation ou extrapolation. Pour la commune, le premier recensement exhaustif entrant dans le cadre du nouveau dispositif a été réalisé en 2005.

En 2022, la commune comptait 1 167 habitants, en évolution de −1,19 % par rapport à 2016 (Territoire de Belfort : −2,78 %, France hors Mayotte : +2,11 %).
| 1793 | 1800 | 1806 | 1821 | 1831 | 1836 | 1841 | 1846 | 1851 |
| ---- | ---- | ---- | ---- | ---- | ---- | ---- | ---- | ---- |
| 243  | 231  | 252  | 276  | 281  | 288  | 326  | 285  | 270  |

| 1856 | 1861 | 1866 | 1872 | 1876 | 1881 | 1886 | 1891  | 1896  |
| ---- | ---- | ---- | ---- | ---- | ---- | ---- | ----- | ----- |
| 250  | 259  | 278  | 327  | 595  | 916  | 967  | 1 074 | 1 047 |

| 1901  | 1906  | 1911  | 1921 | 1926  | 1931  | 1936 | 1946 | 1954 |
| ----- | ----- | ----- | ---- | ----- | ----- | ---- | ---- | ---- |
| 1 110 | 1 202 | 1 317 | 926  | 1 031 | 1 054 | 918  | 761  | 871  |

| 1962 | 1968 | 1975 | 1982  | 1990 | 1999 | 2005 | 2006 | 2010  |
| ---- | ---- | ---- | ----- | ---- | ---- | ---- | ---- | ----- |
| 917  | 891  | 942  | 1 018 | 927  | 971  | 921  | 918  | 1 111 |

| 2015  | 2020  | 2022  | - | - | - | - | - | - |
| ----- | ----- | ----- | - | - | - | - | - | - |
| 1 158 | 1 172 | 1 167 | - | - | - | - | - | - |

## Culture locale et patrimoine

### Lieux et monuments
- Église Notre-Dame-de-la-Paix[28] et l'horloge et les quatre cloches[29]
Le village de Montreux-Château possédait déjà un lieu de culte en 1352. En 1708, l’église qui se trouvait en face du château fut démolie pour en reconstruire une plus grande sur le même lieu. Paroisse autonome au moins depuis le milieu du XVIIe siècle, Montreux-Château semble avoir dépendu du rectorat de Montreux-Jeune et fait partie de l’évêché de Bâle depuis la fin du Moyen Âge. En 1782, comme de nombreuses autres paroisses du secteur, elle fut transférée à archevêché de Besançon. L’église actuelle de Montreux-Château a été consacrée le 30 août 1953..
- Pierre tombale des seigneurs de Montreux.
- Chapelle Sainte-Catherine[30].
Rien ne permet de dater la construction de la chapelle Sainte-Catherine. En se référant aux personnages dont elle abrite la sépulture, on peut affirmer qu’elle est antérieure à 1610. Deux pierres tombales armoriées y sont encore visibles : celle de Jean-Jacques de Reinach-Montreux et celle de son fils Jean-Rodolphe. Les restes d’au moins quatre autres personnages de cette famille y sont également conservés. On peut ainsi penser que les plaques funéraires dégradées par les burins de la Révolution évoquaient leur souvenir ou portaient leurs armoiries
En 2011, l’association du site médiéval de Montreux entreprend les travaux de sauvegarde, de restauration et de mise en valeur de la chapelle. Dans son voisinage immédiat, subsiste également la motte sur laquelle était édifié le château. L’une et l’autre sont classées à l’inventaire des monuments historiques depuis le 28 décembre 1994.
- Lavoir.
- Salle communale.
- Monument aux morts et plaque commémorative[31],[32].
- Motte castrale[33].
- Patrimoine industriel :
  - usine de produits chimiques (usine de colles), puis laiterie industrielle, puis conserverie (choucrouterie), puis usine de boissellerie, puis garage de réparation automobile, actuellement logement[34] ;
  - usine textile Crouzet (usine de dévidage)[35].

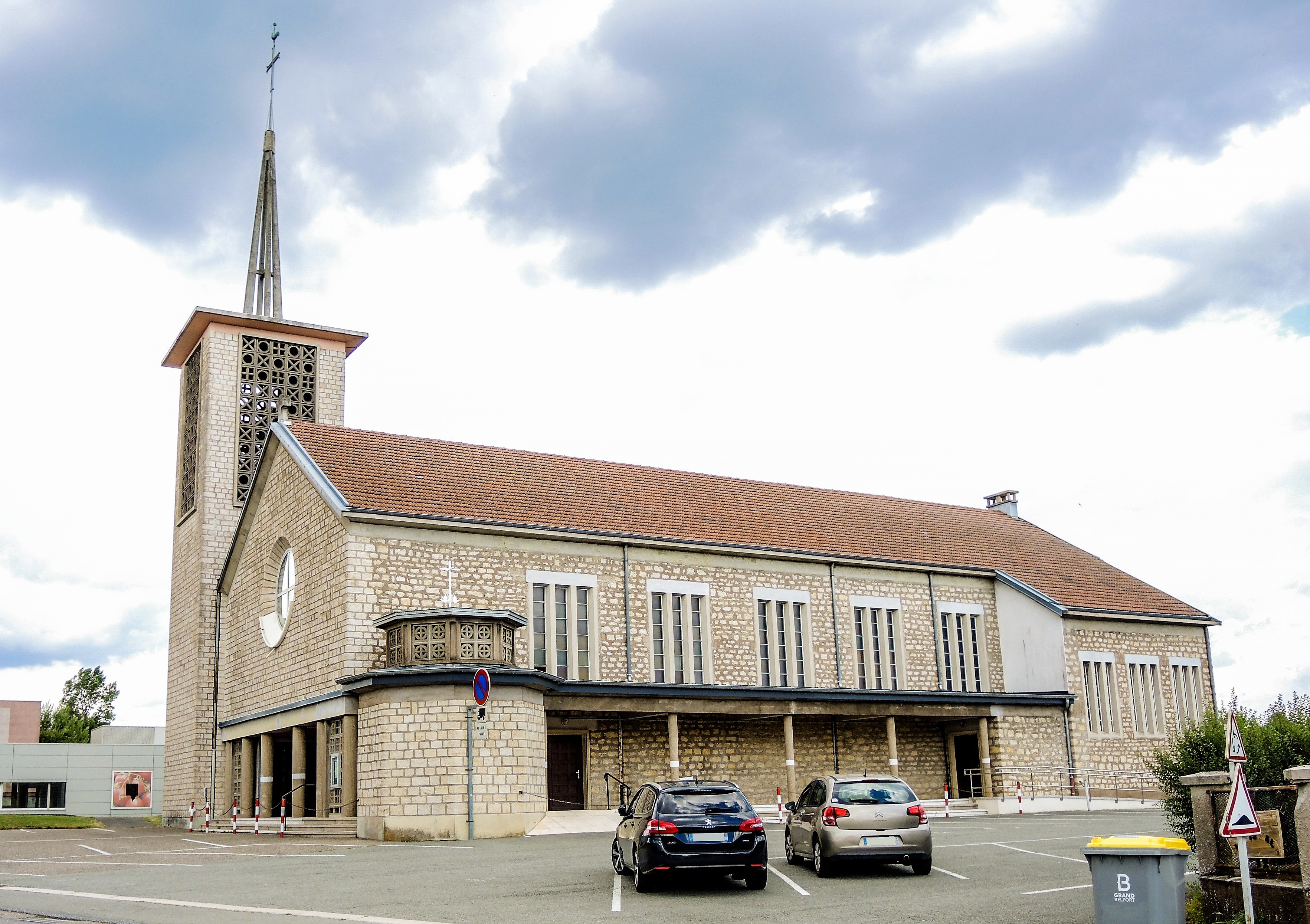
L'église Notre-Dame-de-la-Paix...
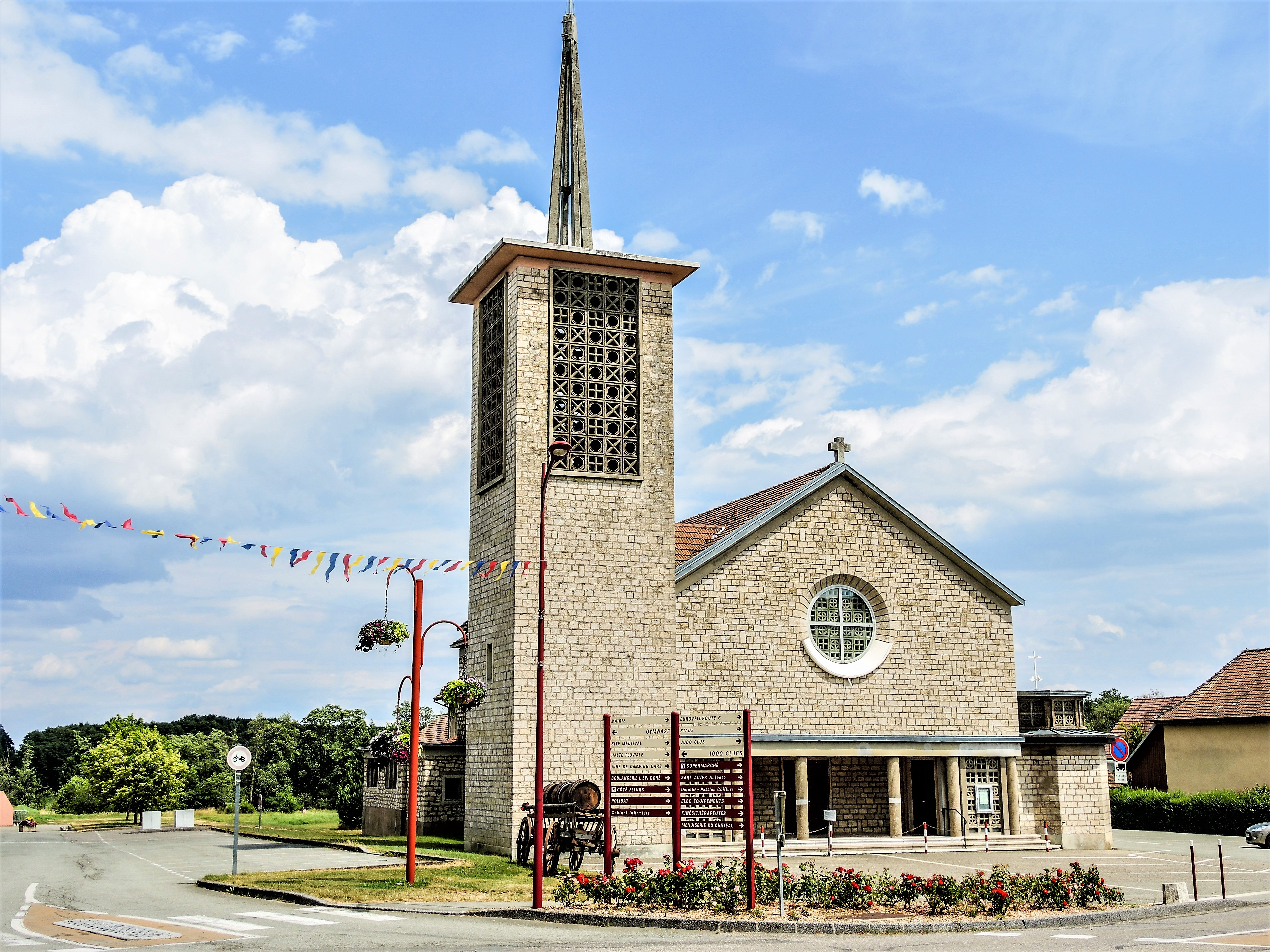
... et sa façade.
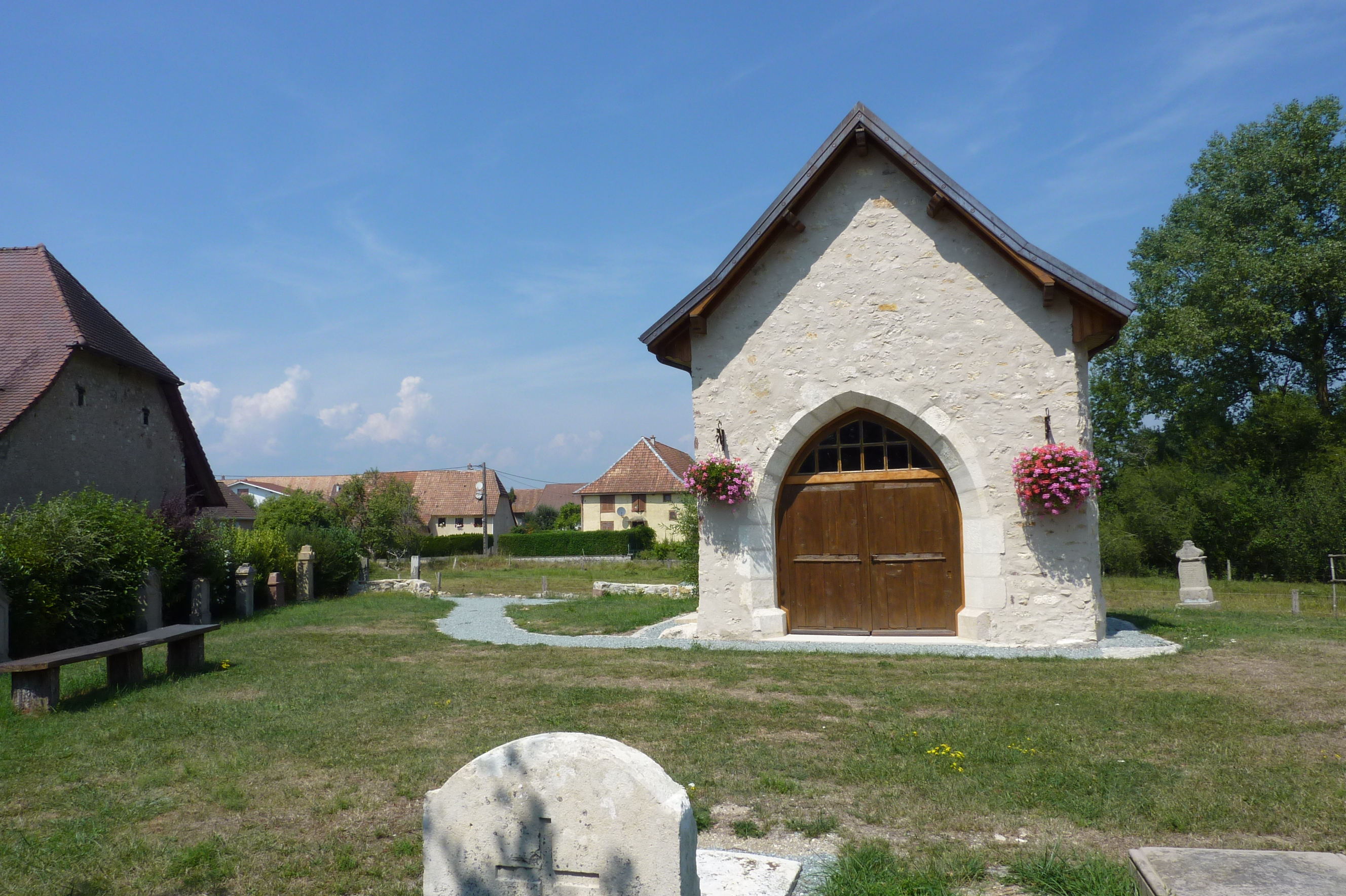
La chapelle Sainte-Catherine...
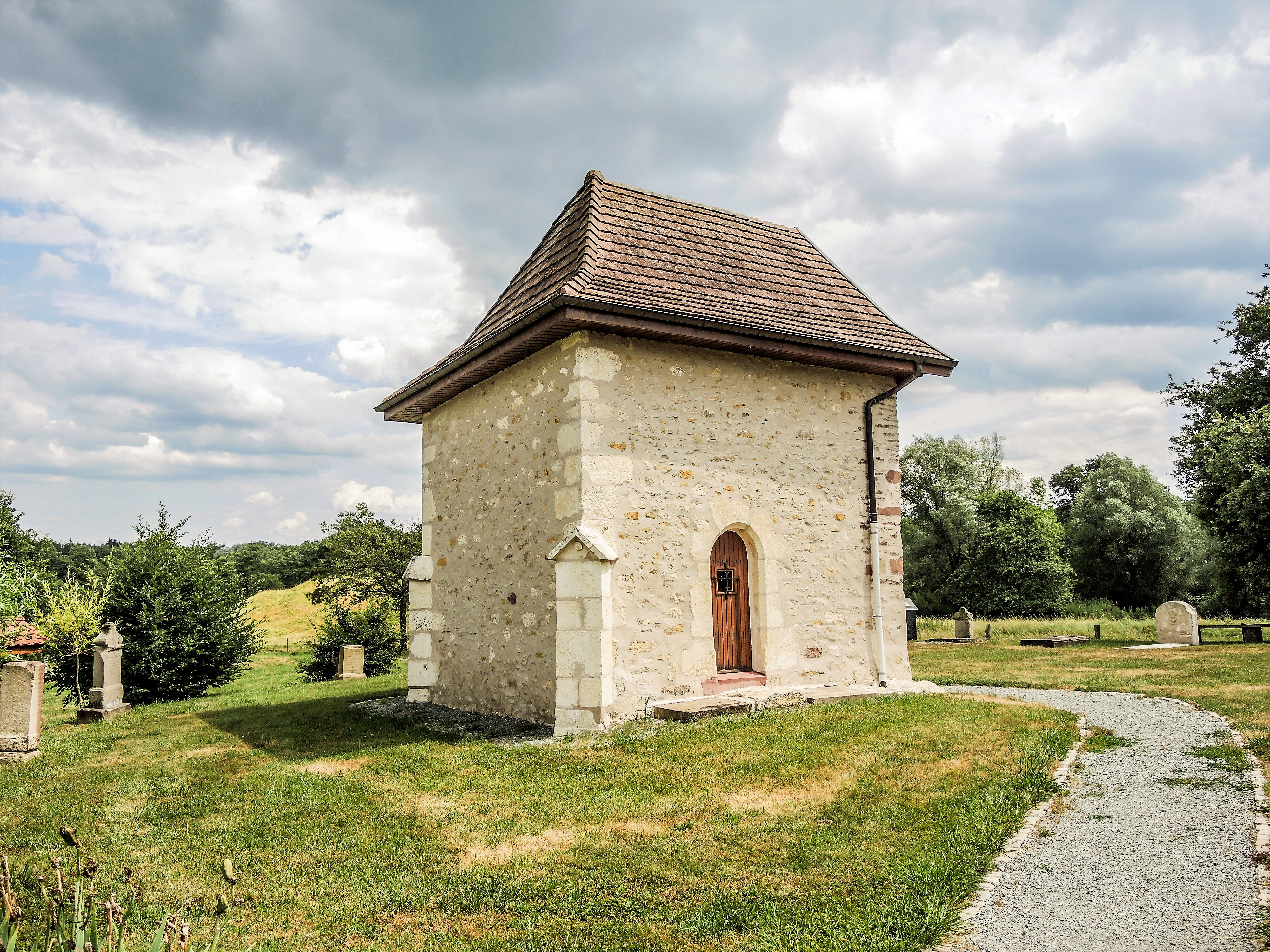
... et son côté.
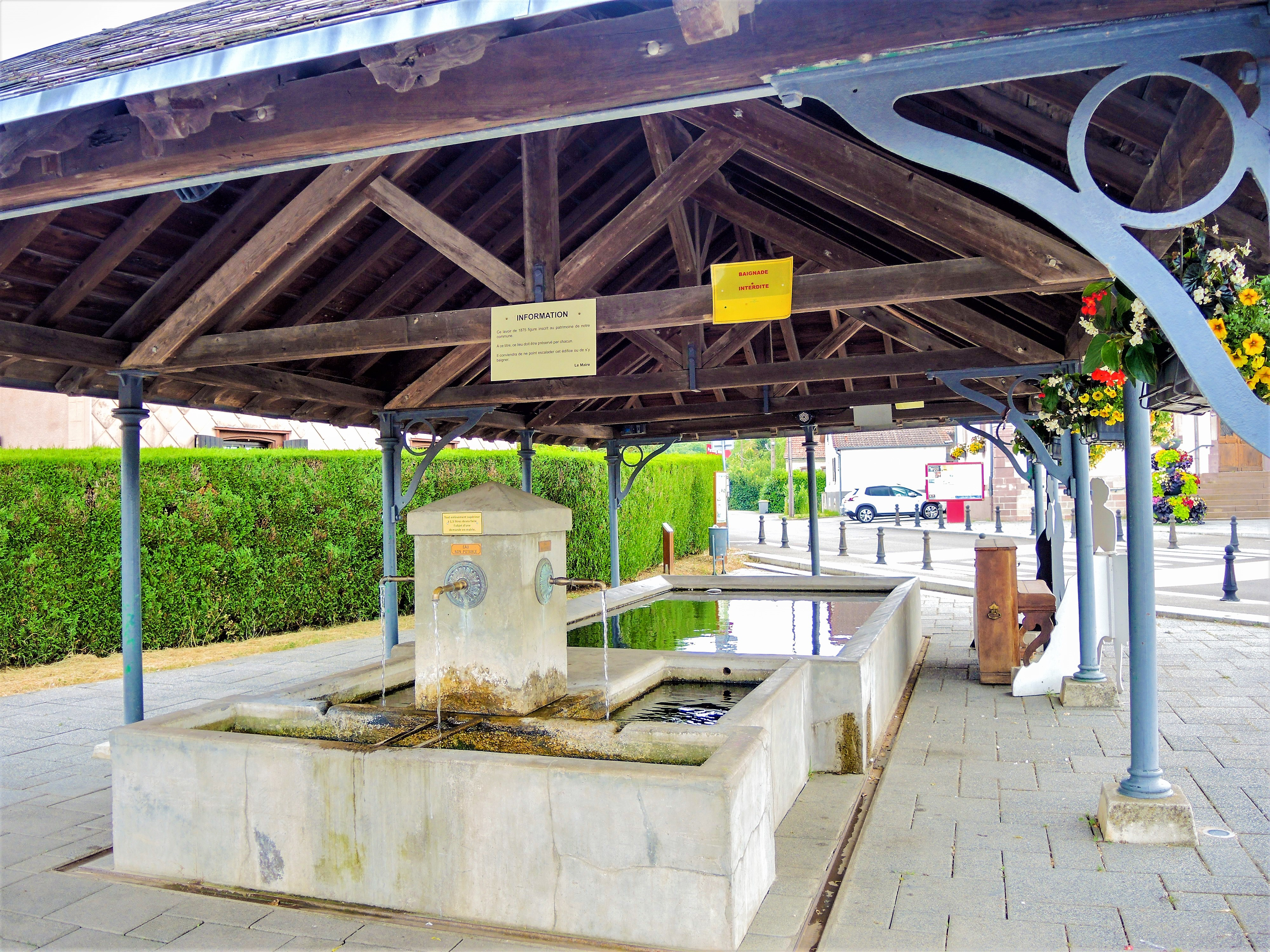
Fontaine-lavoir.
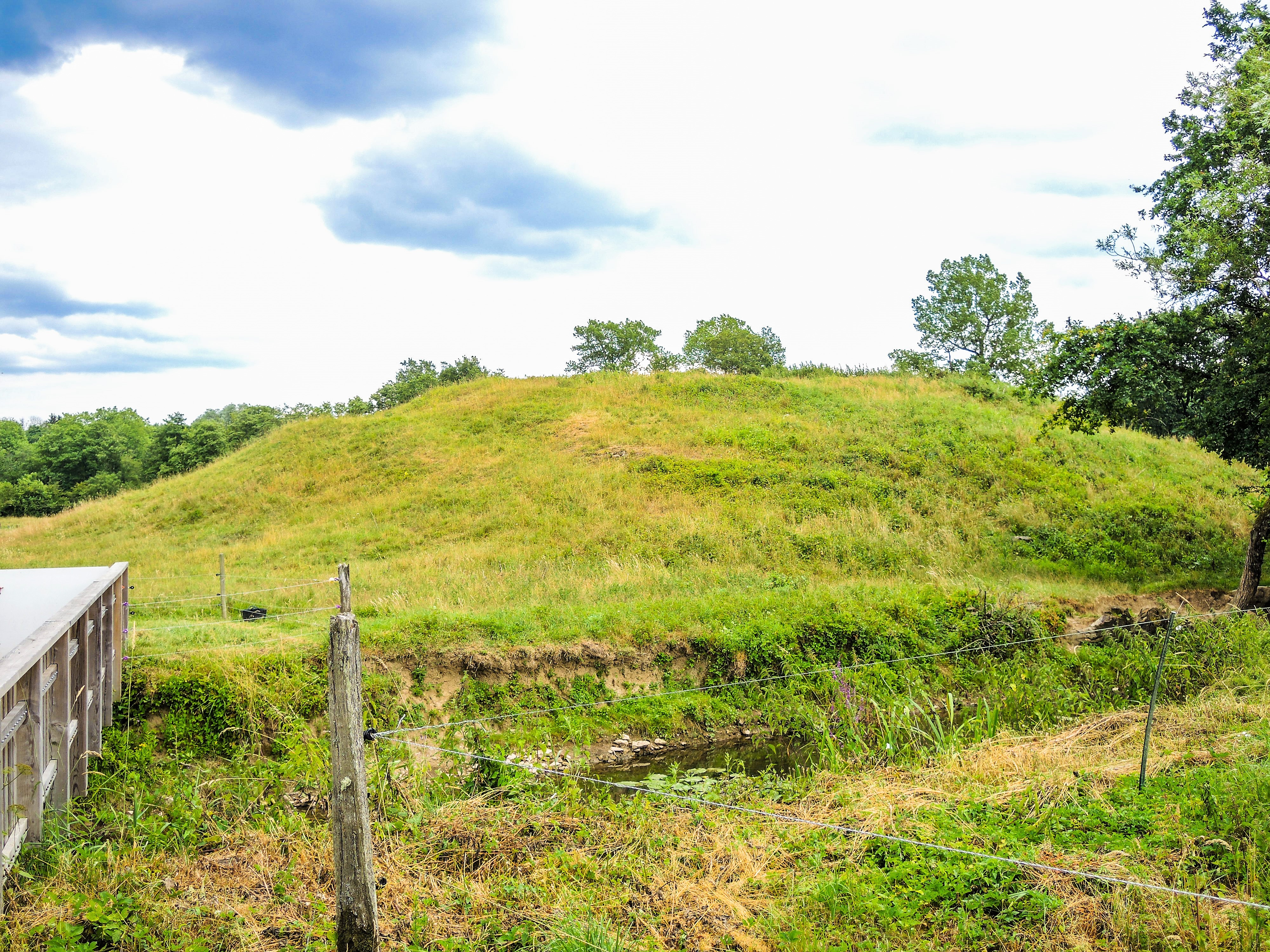
La motte-castrale.

### Personnalités liées à la commune
- Georges Prost, résistant, compagnon de la Libération, chevalier de la Légion d’honneur, tué le 23 janvier 1945 dans la poche de Colmar, y a demeuré et y est inhumé[36]
- Raymond Forni (1941-2008), homme politique, ancien président de l'Assemblée nationale et président du conseil régional de Franche-Comté, a été conseiller municipal de Montreux-Château de 1977 à 1983, a été inhumé dans le cimetière de la commune.

### Héraldique
| Blason de Montreux-Château | Blason  | D'azur au château d'or sur une terrasse de sinople. |
| Blason de Montreux-Château | Détails | Le statut officiel du blason reste à déterminer.    |

## Pour approfondir